# Cicèrbita
Cicèrbita (Cicerbita) és un gènere de plantes amb flor de la família de les asteràcies.

## Particularitats
Són plantes dures herbàcees i perennes. Les plantes d'aquest gènere són molt similars a les del gènere Lactuca. Les fulles són comestibles.
L'espècie Cicerbita ×favratii Wilczek és un híbrid de Cicerbita alpina i Cicerbita plumieri.

## Taxonomia
- Cicerbita acuminata (Freyn) Grossh.
- Cicerbita alpina (L.) Wallr. - lletsó de muntanya, lletuga alpina
- Cicerbita bourgaei (Boiss.) Beauverd
- Cicerbita conrathiana Beauverd
- Cicerbita cyanea (D.Don) Beauverd
- Cicerbita grandis (C.Koch) Chrshanovski
- Cicerbita lessertiana (DC.) Mamgain & R. R. Rao
- Cicerbita macrantha (C.B.Clarke) Beauverd
- Cicerbita macrophylla (Willd.) Wallr. - lletuga de fulla gran
  - subsp. macrophylla
  - subsp. uralensis (Rouy) P.D.Sell
- Cicerbita macrorrhiza (Royle) Beauverd
- Cicerbita muralis (L.) Wallr. - lletuga de bosc
- Cicerbita orbelica (Velen.) Hayek
- Cicerbita pancicii (Vis.) Beauverd
- Cicerbita plumieri (L.) Kirschl. - lletuga de muntanya
- Cicerbita quercina (L.) Wallr.
- Cicerbita sonchifolia (Vis. & Pancic) Beauverd
- Cicerbita tianshamica (Regel & Schmalh.) Beauverd
- Cicerbita uralensis (Rouy) Beauverd